# Trichogaster
Trichogaster es un género de peces tropicales de agua dulce pertenecientes a la familia de los Osphronemidae (comúnmente llamados "gouramis") originarios de Asia.

## Especies
Según el Sistema Integrado de Información Taxonómica (ITIS)  el género incluye cuatro especies:
- Trichogaster leerii (Bleeker, 1852); gourami perla
- Trichogaster microlepis (Günther, 1861); gourami luz de luna
- Trichogaster pectoralis (Regan, 1910); gourami piel de serpiente
- Trichogaster trichopterus (Pallas, 1770); gourami de tres manchas

Según otros autores, también son válidos las siguientes cuatro especies:
- Trichogaster chuna (Hamilton, 1822)
- Trichogaster fasciata (Bloch & Schneider, 1801)
- Trichogaster labiosa (Day, 1877)
- Trichogaster lalius (Hamilton, 1822)